# Leonard Sowiński (poeta)

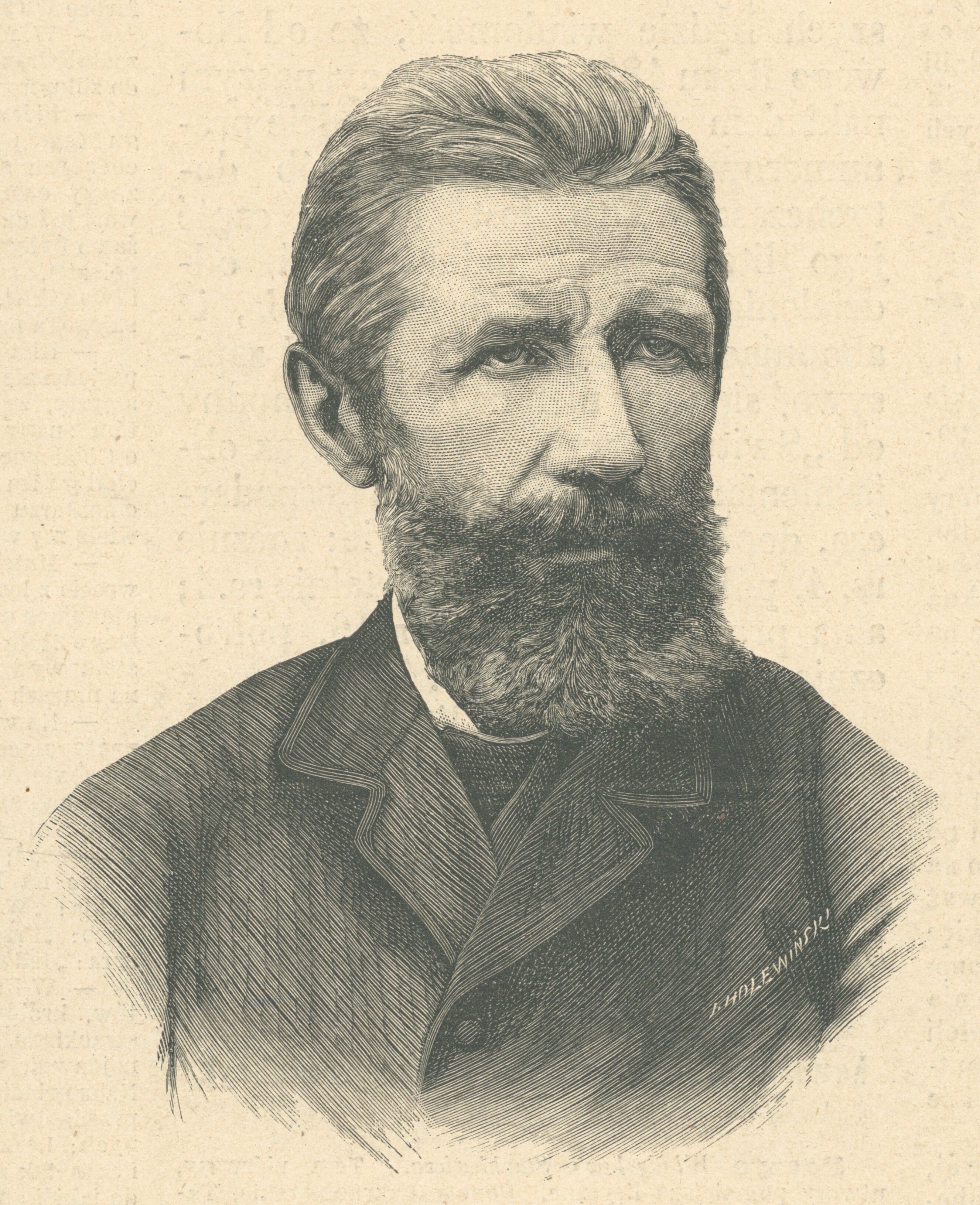
Leonard Sowiński

Leonard Sowiński (ur. 7 listopada 1831 w Berezówce (parafia Kumanowce) w powiecie lityńskim, zm. 23 grudnia 1887 w Stetkowcach na Wołyniu) – polski poeta, historyk literatury i tłumacz, działacz polityczny.
Zdaniem Piotra Chmielowskiego:

…Siłą słowa grzmiącego stojąc ponad Romanowskim, dorównał Kornelowi Ujejskiemu, czystością języka przewyższał go, lecz z powodu braku miększego, rzewniejszego uczucia, nie osiągnął jego popularności.

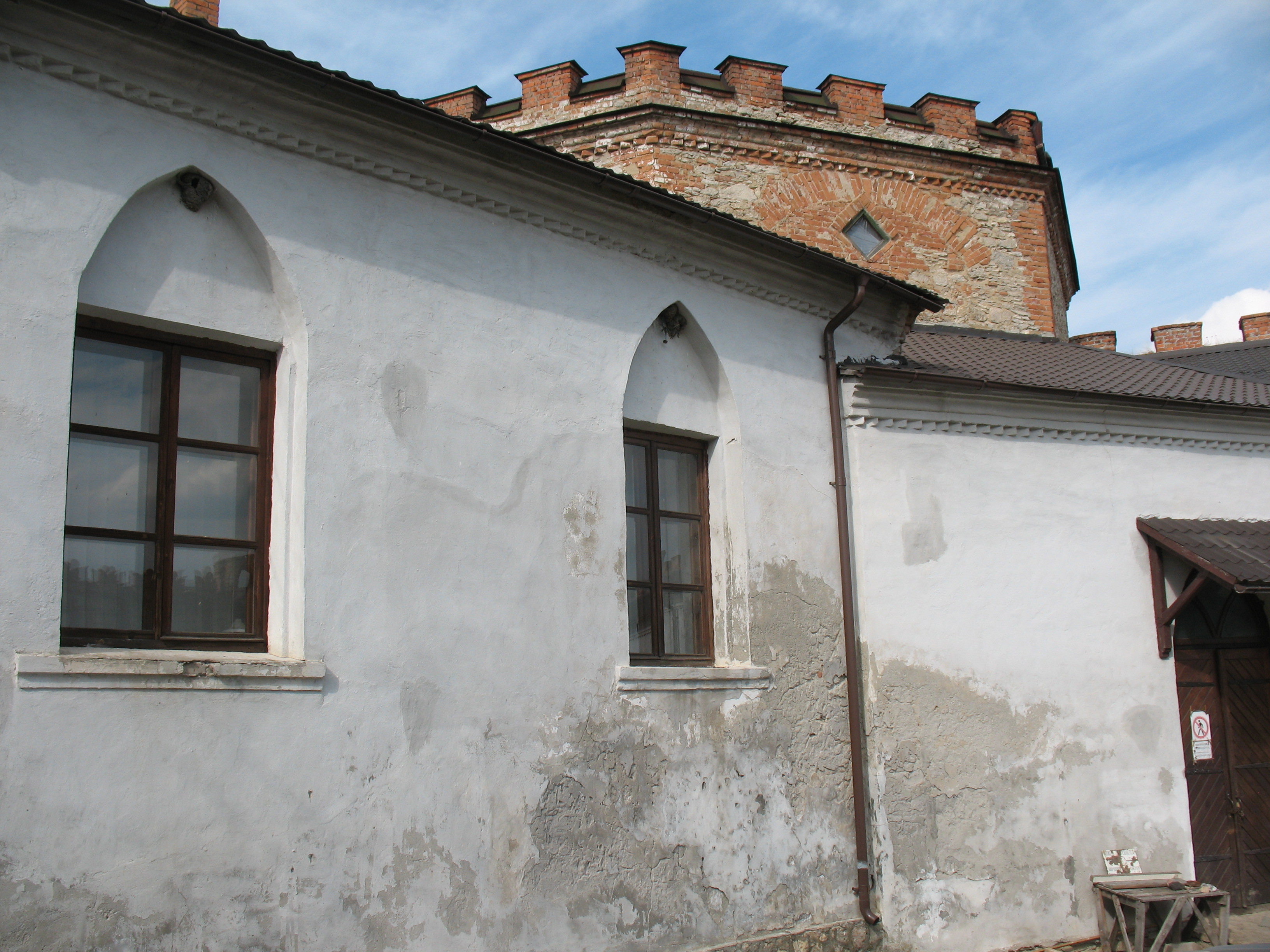
Okno pokoju (w środku), w którym Leonard Sowiński mieszkał w szkole powiatowej na zamku w Międzybożu w latach 1839-1840

Ojciec Leonarda, Jan, był polskim szlachcicem. Matka, Pelagia Pawlicka była prawosławna, z włościan południoworuskich. Sowiński wspomina, że jego ojciec przed nabyciem majątku ziemskiego w Berezówce długie lata był nauczycielem muzyki na Podolu, m.in. w domu podkomorzego Boreyki w Pikowie. Jednym ze zdolniejszych uczniów Jana był jego brat (a stryj Leonarda) Wojciech.
Leonard kończył szkołę powiatową na zamku w Międzybożu a gimnazjum w Żytomierzu.
W latach 1847–1855 studiował w Kijowie, gdzie zakończył kurs historyczno-filologiczny oraz studiował medycynę. Cały rok 1857 spędził w podróży zagranicznej. Po powrocie był korespondentem Kuriera Wileńskiego. W 1862 za przewodzenie postępowym studenckim organizacjom narodowym został skazany na sześć lat wygnania w Kursku (m.in. za agitowanie do podpisywania petycji o przyłączenie Podola do Królestwa Kongresowego). Od 1868 przebywał w Warszawie. W 1873 ukazała się powieść tragiczna „Na Ukrainie”, ale nie zyskała rozgłosu. Dzięki wydanemu w Wilnie w latach 1874-1878 czterotomowemu „Rysowi dziejów literatury polskiej” Leonard Sowiński (współautorem był Aleksander Zdanowicz) zyskał wśród współczesnych opinię jednego z najwybitniejszych historyków literatury polskiej. W 1878 w Poznaniu ukazały się dwa tomy poezji lirycznej pióra Sowińskiego. Jednym z jego dodatkowych zajęć było tłumaczenie obcojęzycznych poematów, m.in. „Hajdamaków” Tarasa Szewczenki.

## Wybrane utwory
- „Widziadła” – cykl sonetów (Kijów, 1859);
- „Z życia” – fragmenty poematu (Kijów, 1861);
- „Petro” – poemat, przedrukowany w Bibliotece Mrówki nr 9
- „Na Ukrainie” – dramat (Poznań, 1857),
- „Na rozstajnych drogach” – powieść (1871).
- „Poezje” – wiersze, dwa tomy, (1871);
- „Satyra” – poemat (1859, wydany 1871);
- „Szkolne wspomnienia” (1885),